# Liste der Kulturdenkmäler in Geisig
In der Liste der Kulturdenkmäler in Geisig sind alle Kulturdenkmäler der rheinland-pfälzischen Ortsgemeinde Geisig aufgeführt. Grundlage ist die Denkmalliste des Landes Rheinland-Pfalz (Stand: 8. Dezember 2023).

## Einzeldenkmäler
| Bezeichnung          | Lage                                      | Baujahr                     | Beschreibung | Bild                           |
| -------------------- | ----------------------------------------- | --------------------------- | --- | ------------------------------ |
| Hofanlage            | Brunnenstraße 4 Lage                      | 18. und 19. Jahrhundert     | Hofanlage, 18. und 19. Jahrhundert; Fachwerkhaus, teilweise massiv und verschiefert, 18. Jahrhundert; winkelförmige Ökonomie mit Fachwerkteilen; bauliche Gesamtanlage | Fotos hochladen                |
| Evangelische Kapelle | Mühlbachstraße Lage                       | 18. Jahrhundert             | barocker Saalbau, wohl aus dem 18. Jahrhundert | weitere Bilder Fotos hochladen |
| Happesmühle          | östlich des Ortes (Im Mühlbachtal 1) Lage | 19. Jahrhundert             | ehemalige Mühle, wohl aus dem 19. Jahrhundert, Fachwerkscheune mit Drempel                                                                                             | BW                             |
| Pfeiffermühle        | östlich des Ortes (Weidenmühle 1) Lage    | Anfang des 19. Jahrhunderts | Mühlenanwesen; Fachwerkhaus, teilweise massiv, wohl vom Anfang des 19. Jahrhunderts, Kniestock um 1900, Fachwerkscheune aus dem 19. Jahrhundert                        | BW                             |